# Ellipsidion marginiferum
Ellipsidion marginiferum är en kackerlacksart som först beskrevs av Walker, F. 1868.  Ellipsidion marginiferum ingår i släktet Ellipsidion och familjen småkackerlackor. Inga underarter finns listade i Catalogue of Life.